# 弦楽四重奏曲第80番 (ハイドン)
弦楽四重奏曲第80番 変ホ長調 作品76-6, Hob. III:80 は、フランツ・ヨーゼフ・ハイドンが1797年に作曲した弦楽四重奏曲である。偽作（作品7）や編曲作品を除くと第65番であり、まとめて出版された『エルデーディ四重奏曲』（作品76）の全6曲中の6曲目であることから、『エルデーディ四重奏曲第6番』とも呼ばれる。

## 曲の構成
全4楽章。
- 第1楽章 アレグレット - アレグロ
変ホ長調、4分の2拍子、変奏曲形式。
お使いのブラウザーでは、音声再生がサポートされていません。音声ファイルをダウンロードをお試しください。
変奏曲形式であるが、かなり自由に扱われている。

- 第2楽章 幻想曲：アダージョ
ロ長調、4分の3拍子、自由な形式。
お使いのブラウザーでは、音声再生がサポートされていません。音声ファイルをダウンロードをお試しください。
原調が変ホ長調に対しロ長調は珍しい。ロ長調からホ長調、ト長調、変ロ長調、ロ長調、変イ長調とめまぐるしい転調を繰り返して主題に戻る。文字通りファンタスティックである。そうした転調のためか、楽譜には調号が記されていない。

- 第3楽章 メヌエット：プレスト - アルテルナティーヴォ
変ホ長調、4分の3拍子、三部形式。
お使いのブラウザーでは、音声再生がサポートされていません。音声ファイルをダウンロードをお試しください。

- 第4楽章 アレグロ・スピリトゥオーソ
変ホ長調、4分の3拍子、ソナタ形式。
お使いのブラウザーでは、音声再生がサポートされていません。音声ファイルをダウンロードをお試しください。